# 보이델 셰익스피어 갤러리

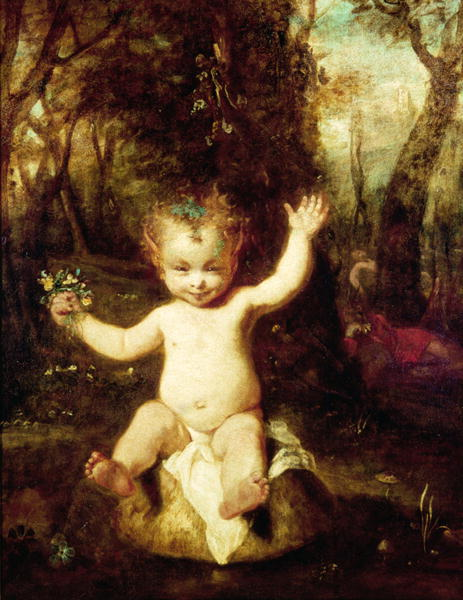
조슈아 레이놀즈의 작품 Puck(1789년)

보이델 셰익스피어 갤러리(Boydell Shakespeare Gallery)는 영국 런던에 있는 갤러리로, 영국 역사화 학교를 육성하려는 노력의 일환으로 조각가이자 출판사인 존 보이델(John Boydell)이 1786년 11월에 시작한 세 부분으로 구성된 프로젝트의 첫 번째 단계였다. 갤러리 설립 외에도 보이델은 윌리엄 셰익스피어 희곡의 그림판과 다양한 현대 화가들의 그림 시리즈를 기반으로 한 판화 2절판을 제작할 계획이었다. 1790년대에는 원본 그림을 전시한 런던 갤러리가 이 프로젝트의 가장 인기 있는 요소로 떠올랐다.